# Skye and Ross (album)
Skye and Ross (reso graficamente come Skye | Ross) è l'omonimo album di debutto della band britannica Skye and Ross, pubblicato il 2 settembre 2016 dall'etichetta Cooking Vinyl. Si tratta del primo lavoro di Skye Edwards e Ross Godfrey dopo l'esperienza nei Morcheeba.

## Composizione
Skye | Ross è il primo album di Skye Edwards e Ross Godfrey senza la partecipazione di Paul Godfrey come nei Morcheeba.
L'ispirazione dei primi pezzi tendenti al genere folk è nata dopo l'ultimo tour dei Morcheeba, ed erano inizialmente solo acustici, successivamente sono stati arrangiati con altri beat e orchestre.
Il duo ha registrato l'intero disco nei loro studi di registrazione domestici. Gli altri musicisti che hanno contribuito al progetto, (eccetto Richard Milner), sono familiari dei due membri principali, infatti figurano Steve Gordon e Jaega, (rispettivamente marito e figlio della Edwards) e Amanda Zamolo (moglie di Godfrey).

## Singoli
Skye | Ross inizialmente aveva offerto tre brani per la sua campagna di promozione, le tracce sono state pubblicate su SoundCloud: All My Days e Clear My Mind il 7 novembre 2015 e Light of Gold il 3 marzo 2016. Il primo singolo ad essere commercializzato, intitolato Light of Gold  è stato distribuito il 1º luglio 2016, seguito da How to Fly e Medicine in vendita rispettivamente dal 18 agosto il primo e dal 25 agosto 2016 il secondo.

## Tracce
1. Repay the Saviour – 2:12
2. Light of Gold – 3:35
3. All My Days – 4:32
4. How to Fly – 3:15
5. Clear My Mind – 3:02
6. Hold On – 4:29
7. Medicine – 3:16
8. Feet First – 5:23
9. Head Home – 2:00
10. The Point of No Return – 6:28

## Formazione

### Gruppo
- Skye Edwards - voce
- Ross Godfrey - chitarra elettrica

### Altri artisti
- Jaega - batteria
- Steve Gordon - basso
- Richard Milner - tastiere
- Amanda Zamolo - cori

## Classifiche
| Classifica (2016) | Posizione massima |
| ----------------- | ----------------- |
| Svizzera          | 87                |